# Куинтон, Филип
Филип Кейн Куинтон (англ. Philip Kane Quinton; 16 ноября 1999, Портленд, Орегон, США) — американский футболист, центральный защитник клуба «Реал Солт-Лейк».

## Карьера
В 2018—2021 годах Куинтон обучался в Университете Нотр-Дам и выступал за университетскую футбольную команду «Нотр-Дам Файтинг Айриш». В Национальной ассоциации студенческого спорта сыграл 58 матчей, забив два гола и отдав две результативные передачи.
В 2021 году провёл один матч за команду «Портленд Тимберс U23s» в Лиге два ЮСЛ.
11 января 2022 года Супердрафте MLS Куинтон был выбран в первом раунде под общим 25-м номером клубом «Коламбус Крю». 17 марта подписал профессиональный контракт с «Коламбус Крю 2», новообразованной резервной командой «Коламбус Крю» в MLS Next Pro. 19 апреля был взят в краткосрочную аренду первой командой «Крю» на матч третьего раунда Открытого кубка США 2022 против «Детройт Сити», но остался в запасе. По окончании сезона 2022 «Коламбус Крю 2» отклонил опцию продления контракта Куинтона, но провёл переговоры с ним по поводу его возвращения в сезоне 2023. 8 февраля 2023 года Куинтон подписал контракт с первой командой «Коламбус Крю» на сезон 2023 с опциями продления до конца сезона 2026. В MLS дебютировал 25 февраля в матче стартового тура сезона против «Филадельфии Юнион». 25 марта в матче против «Атланты Юнайтед» забил свой первый гол в профессиональной карьере. По окончании сезона 2023 «Коламбус Крю» продлил контракт с Куинтоном.
19 апреля 2024 года Куинтон был продан в «Реал Солт-Лейк» за $150 тыс. в общих распределительных средствах с возможной доплатой ещё $50 тыс. в зависимости от достижения им определённых показателей. За РСЛ дебютировал 20 апреля в матче против «Чикаго Файр», заменив Алекса Катраниса на 74-й минуте.

## Достижения
Командные
 «Коламбус Крю 2»
- Чемпион MLS Next Pro: 2022
- Победитель регулярного чемпионата MLS Next Pro: 2022

 «Коламбус Крю»
- Чемпион MLS (обладатель Кубка MLS): 2023

## Статистика выступлений
| Выступление      | Выступление      | Выступление      | Лига | Лига | Плей-офф | Плей-офф | Кубок | Кубок | Континент | Континент | Итого | Итого |
| Клуб             | Лига             | Сезон            | Игры | Голы | Игры     | Голы     | Игры  | Голы  | Игры      | Голы      | Игры  | Голы  |
| ---------------- | ---------------- | ---------------- | ---- | ---- | -------- | -------- | ----- | ----- | --------- | --------- | ----- | ----- |
| Коламбус Крю 2   | MLS Next Pro     | 2022             | 16   | 0    | 3        | 0        | —     | —     | —         | —         | 19    | 0     |
| Коламбус Крю 2   | MLS Next Pro     | 2023             | 7    | 0    | 1        | 0        | —     | —     | —         | —         | 8     | 0     |
| Коламбус Крю 2   | MLS Next Pro     | 2024             | 1    | 0    | —        | —        | —     | —     | —         | —         | 1     | 0     |
| Коламбус Крю 2   | Итого            | Итого            | 24   | 0    | 4        | 0        | —     | —     | —         | —         | 28    | 0     |
| Коламбус Крю     | MLS              | 2022             | —    | —    | —        | —        | 0     | 0     | —         | —         | 0     | 0     |
| Коламбус Крю     | MLS              | 2023             | 12   | 1    | 0        | 0        | 3     | 0     | 0         | 0         | 15    | 1     |
| Коламбус Крю     | MLS              | 2024             | 1    | 0    | —        | —        | —     | —     | 0         | 0         | 1     | 0     |
| Коламбус Крю     | Итого            | Итого            | 13   | 1    | 0        | 0        | 3     | 0     | 0         | 0         | 16    | 1     |
| Реал Солт-Лейк   | MLS              | 2024             | 11   | 0    | —        | —        | 1     | 0     | —         | —         | 12    | 0     |
| Всего за карьеру | Всего за карьеру | Всего за карьеру | 48   | 1    | 4        | 0        | 4     | 0     | 0         | 0         | 56    | 1     |

Источники: Transfermarkt, Soccerway, Football Database EU.